# Sibiril
Sibiril (bret. Sibirill) – miejscowość i gmina we Francji, w regionie Bretania, w departamencie Finistère.
Według danych na rok 1990 gminę zamieszkiwało 1200 osób, a gęstość zaludnienia wynosiła 105 osób/km² (wśród 1269 gmin Bretanii Sibiril plasuje się na 505. miejscu pod względem liczby ludności, natomiast pod względem powierzchni na miejscu 789.).